# Флен (Мёрт и Мозель)
Флен (фр. Phlin) — коммуна во французском департаменте Мёрт и Мозель, региона Лотарингия. Относится к  кантону Номени.

## География
Флен расположен к северу от Нанси. Соседние коммуны: Вюльмон на северо-востоке, Тезе-Сен-Мартен на юго-востоке, Абокур на юго-западе, Мей-сюр-Сей на западе.
В 1871—1914 годах был пограничной деревней на границе с Германией.

## Демография
По переписи 1999 года в коммуне проживало 38 человек.		